# هایپ انرژی
هایپ انرژی (به انگلیسی: Hype Energy) نام علامت تجاری (برند) یک نوشابهٔ انرژی‌زا است که در بیش از ۴۰ کشور جهان از جمله امریکا و کانادا توزیع می‌شود. هایپ برای اولین بار در سال ۱۹۹۴ توسط مدیر کافه هارد راک بری کاکس ایجاد شد.  و از مه ۲۰۰۰ با مدیریت راننده فرمول یک برتراند گاچت به کار خود ادامه داده‌است. 

## زیر مجموعه های نشان تجاری
هایپ انرژی (به انگلیسی: Hype Energy) (محصول اصلی در سال ۲۰۰۰ معرفی گردید.)

هایپ انرژی ام اف پی (به انگلیسی: Hype Energy MFP) (محصول اصلی در سال ۲۰۰۶ معرفی گردید.)

هایپ انرژی اِنلایت (به انگلیسی: Hype Energy Enlite) (محصول اصلی در سال ۲۰۰۷ معرفی گردید.)

هایپ انرژی اُرگانیک (به انگلیسی: Hype Energy Organic) (محصول اصلی در سال ۲۰۱۰ معرفی گردید.)

## مواد تشکیل دهنده / توضیحات
هایپ انرژی (به انگلیسی: Hype Energy) در قوطی های آبی رنگ پر شده و دارای علامت تجاری نقره ای رنگ هایپ می باشد. ترکیبات آن شامل: آب گازدار، شکر ،طعم دهنده ها، تائورین، عصاره گوارانا و جینسنگ، کافئین،است. ویتامین ها: ویتامین C، ویتامین B3، ویتامین B5، ویتامین E، ویتامین B6، ویتامین B1، ویتامین B2، ویتامین B12، ویتامین B9 و بیوتین. 

هایپ انرژی ام اف پی (به انگلیسی: Hype Energy MFP) در قوطی های سیاه رنگ کربنی رنگ دارای علامت تجاری نقره ای رنگ هایپ پر شده و دارای یک دستگیره سیاه رنگ برای بازکردن درب قوطی می باشد. ترکیبات: آب گازدار، شکر، اسید سیتریک،تائورین،گلوکرونولاکتون سیترات سدیم،طعم دهنده ها, کافئین، عصاره جینسنگ و گوارانا، رنگ (کارامل، ریبوفلاوین).
ویتامین ها:ویتامینB3،ویتامین B5،ویتامینB6،ویتامین B12  

هایپ انرژی اِنلایت (به انگلیسی: Hype Energy Enlite) پر شده در قوطی های صورتی رنگ جذاب هایپ انرژی اِنلایت محصول کم انرژی هایپ می باشد که یک پنجم محصولات دیگر شکر دارد ۹،۹ کیلوکالری/ ۱۰۰ میلی لیتر. ترکیبات: آب گازدار، شکر ، اسید سیتریک، سیترات سدیم، تائورین، طعم دهنده‌ها، عصاره جینسنگ، گوارانا، کافئین، ویتامین‌ها: ویتامین B3، ویتامین B5، ویتامین B6، ویتامین B12، بدون مواد نگهدارنده. بدون رنگ. 

هایپ انرژی اُرگانیک (به انگلیسی: Hype Energy Organic) پر شده در قوطی های سبز رنگ جذاب دارای علامت تجاری نقره ای رنگ هایپ. هایپ انرژی اُرگانیک یکی از جدیدترین محصولات هایپ می باشد. معرفی شده در سال ۲۰۱۰ یکی از معدود نوشیدنی های انرژی زا در بازار می باشد که دارای استاندارد USDA’s National Organic Programme در امریکا و تاییدیه اروپا به عنوان نوشیدنی اُرگانیک می باشد. ترکیبات: آب گازدار، آب طبیعی نیشکر، آب سیب طبیعی، تنظیم کننده اسیدیته، عصاره طبیعی چای، عصاره طبیعی گوارانا، کافئین، ویتامین ها: ویتامین C، نیاسین، پنتتنیک اسید، ویتامین B6 ویتامین B12 و عصاره طبیعی آلوورا. 

## اندازه ها
نوشیدنی انرژی زای هایپ در قوطی های آلومینیومی در دو اندازه ۲۵۰ میلی لیتر و ۵۰۰ میلی لیتر در اروپا و قوطی های آلومینیومی در دو اندازه ۸،۴ اونس مایع و ۱۶ اونس مایع در امریکا و کانادا توزیع می شود.  